# Camping Card International
De Camping Card International (CCI) is een internationaal erkende identiteitskaart voor kampeerders en wordt uitgegeven door organisaties die aangesloten zijn bij een van de drie internationale verenigingen van kamperen, wandelen en autoclubs, namelijk de FICC (Federation Internationale de Camping et de Caravaning), AIT (Alliance Internationale de Tourisme) en de FIA (Federation Internationale de l'Automobile).

## Kenmerken van de CCI
- Het CCI garandeert betaling van de overnachtingskosten op kampeerterreinen na afloop van het verblijf. Hierdoor wordt voorkomen dat een identiteitsbewijs in bewaring moet worden gegeven als onderpand.
- De CCI omvat een aansprakelijkheidsverzekering, die schadegevallen dekt die op de camping aan anderen worden toegebracht (persoonlijke en materiële schade). Op sommige kampeertereinen in het buitenland, is het bewijs van een dergelijke verzekering verplicht.
- Sommige Europese campings geven op vertoon van de CCI kortingen.
- Enkele campings in Europa accepteren alleen gasten met een CCI.

## Geschiedenis
In 1934 wordt door de net opgerichte FICC een internationaal document uitgegeven waarmee kampeerders zich kunnen identifiseren op kampeerterreinen. Dit document heette het International Introduction Card (IIC). Al snel werd ook een aansprakelijksheidsverzekering aan de kaart gekoppeld. In 1939 sluit de AIT en in 1956 de FIA zich aan bij de kaart. De kaart is inmiddels omgedoopt tot International Camping Card (ICC). In 1990 krijgt de kaart zo'n huidige verschijningsvorm en wordt wederom hernoemd naar Camping Card International (CCI).

## Alternatieve kaarten
- Vanaf 2001 werd door kampeerorganisaties in Denemarken, Noorwegen, Zweden en Finland een "eigen" kaart uitgegeven, de Camping Card Scandinavia, die verplicht gesteld werd op vrijwel alle campings in deze landen.
- Sinds 2012 geeft onder andere de ANWB de Camping Key Europe (CKE) uit. Deze kaart biedt grofweg dezelfde facilteiten als de CCI maar heeft een uitgebreider kortingsprogramma.  De CKE vervangt tevens de Camping Card Scandinavia en wordt dus ook in de Scandinavische landen geaccepteerd. Na de invoering van de CKE is de ANWB gestopt met de uitgifte van de CCI. De CCI wordt in Nederland uitgegeven door alle verenigingen die lid zijn van de FICC (o.a. de KNAC, Nederlandse Toeristen Kampeer Club, Nederlandse Caravan Club, Rallyclub Nederland en de Nederlandse Kampeerauto Club).
- ACSI geeft de CampingCard uit, waarmee je in het laagseizoen tot 60% korting krijgt op verschillende campings.